# Grey Britain
Grey Britain è il secondo album di studio del gruppo hardcore punk inglese Gallows, pubblicato il 2 maggio 2009 da Warner Bros. Records.
Il 1º marzo fu annunciata la pubblicazione del primo singolo The Vulture (Acts I & II) per il 27 aprile. Il video musicale di The Vulture (Act II) ha avuto la sua prima mondiale il 23 marzo.
L'album ha debuttato nelle classifiche inglese al #20 il 10 maggio 2009.

## Accoglienza
La critica ha accolto positivamente l'album, salvo eccezioni. Il disco ha ottenuto il punteggio di 8 su 10 su Drowned in Sound, mentre Stereokill l'ha definito un capolavoro hardcore potente e oscuro.

## Tracce
- Tutte le tracce scritte da Frank Carter e dai Gallows.

1. The Riverbank - 2:27
2. London Is the Reason - 3:11
3. Leeches - 3:46
4. Black Eyes - 2:51
5. I Dread the Night - 3:38
6. Death Voices - 3:54
7. The Vulture (Acts I & II) - 6:02
8. The Riverbed - 3:57
9. The Great Forgiver - 2:14
10. Graves - 2:42
11. Queensberry Rules - 4:15
12. Misery - 5:09
13. Crucifucks - 7:59

## Crediti[7]
- Frank Carter - voce
- Laurent Barnard - chitarra, tastiere
- Stephen Carter - chitarra, voce d'accompagnamento
- Stuart Gili-Ross - basso, voce d'accompagnamento
- Lee Barrall - batteria
- David Daniels - violoncello
- Marren Fielinski - violino
- Perry Mason - violino
- Bruce Ruhite - viola
- Gallows - produzione
- GGGarth - produzione, digital editing
- Jonathan Carter - registrazione
- Thomas Mitchenere - registrazione
- Ben Kaplan - ingegneria del suono, digital editing
- Robbie Nelson - ingegneria del suono, digital editing
- Richard Lancaster - ingegneria del suono
- John O' Mahoney - missaggio
- Andy Wallace - missaggio
- Jan Petrov - assistente al missaggio
- Howie Weinberg - mastering